# Julius Nyerere
Julius Kambarage Nyerere (Butiama, 13 aprile 1922 – Londra, 14 ottobre 1999) è stato un politico tanzaniano, padre fondatore della Tanzania, Presidente della Tanzania dalla data di fondazione del paese nel 1964 fino al suo ritiro nel 1985, è considerato uno delle maggiori figure storiche del Novecento e una delle due personalità più importanti dell'Africa moderna.
Nato in Tanganika da un Re Zanaki, il principe Nyerere era conosciuto anche con il nome Kiswahili di Mwalimu, ovvero "maestro", per la professione che svolgeva prima di entrare in politica.

## Formazione
All'età di 12 anni, Nyerere iniziò a frequentare la Scuola primaria governativa a Musoma e in tre anni completò il programma quadriennale, trasferendosi poi alla Scuola Secondaria maschile di Tabora. Ottenne una borsa di studio per l'Università di Makerere (che al tempo era l'unico istituto d'istruzione universitaria presente nell'Africa Orientale) dove conseguì il diploma.
Tornato in Tanganika, insegnò biologia e inglese in una scuola di Tabora per circa tre anni. Nel 1949 riuscì ad ottenere una borsa di studio per frequentare l'Università di Edimburgo, completando il percorso di studi nel 1952 con un Masters of Arts Degree in storia ed economia: fu un'opportunità straordinaria, visto anche che Nyerere fu il primo tanzaniano a studiare in un'università britannica e il secondo a conseguire un titolo fuori dal continente africano. Proprio ad Edimburgo, in parte anche grazie all'incontro con il pensiero fabiano, Nyerere iniziò a sviluppare la sua particolare lettura socialista della questione africana.

## Carriera politica
Al suo ritorno in Tanganika, Julius Nyerere iniziò ad insegnare storia, inglese e kiswahili al St.Frencis College, vicino a Dar es Salaam dove fondò il TANU.
La sua attività politica attirò l'attenzione delle autorità coloniali e Nyerere fu costretto a scegliere tra questa e la professione di insegnante.
Decise quindi di licenziarsi e di continuare il suo lavoro nell'intento di ricondurre a unità i differenti gruppi nazionalisti del paese, raggiungendo l'obiettivo nel 1954.
Viaggiò molto attraverso il paese parlando con le persone comuni e i capi-tribù, cercando appoggio per il movimento indipendentista. Fu portavoce del TANU presso la Quarta commissione dell'Assemblea Generale dell'ONU.
L'abilità oratoria e la sua grande integrità aiutarono Nyerere a raggiungere l'indipendenza del suo paese senza guerre o spargimenti di sangue; un fattore rilevante nella transizione dalla condizione di colonia del Tanganika, fu anche la collaborazione del Governatore britannico Sir Richard Turnbull.
Entrò nel Consiglio coloniale nel 1958, fu eletto primo ministro dell'autogoverno nel 1960 e con la proclamazione dell'indipendenza del Tanganika il 9 dicembre 1961, fu nominato inizialmente Primo ministro e, dall'anno successivo, Presidente della Repubblica.
Nyerere ebbe un ruolo fondamentale nell'unione tra il Tanganika e l'arcipelago di Zanzibar, che da poco aveva ottenuto l'indipendenza, e aveva subito rovesciato con un colpo di Stato il Sultano Abdullah bin Khalifa: nacque così, il 26 aprile 1964, la Tanzania.

## Politica economica
Una volta al potere, Nyerere intraprese un progetto di sviluppo di stampo socialista, annunciato con la Dichiarazione di Arusha del 1967: elemento caratterizzante di questo documento che rappresenta il fondamento del Socialismo Africano fu il processo di collettivizzazione del sistema agricolo del paese, cosiddetto Ujamaa. Allo stesso tempo diventò una priorità l'istruzione, mettendo fine a tutte le discriminazioni razziali delle scuole.
Nyerere riponeva completa fiducia nelle popolazioni contadine dell'Africa, nei loro valori e modi di vita tradizionali. Riteneva che la vita del paese dovesse organizzarsi intorno all'Ujamaa, o "famiglia estesa", fondata proprio su quei valori tradizionali già presenti nei villaggi originari esistenti prima della colonizzazione imperialista. Il ritorno ai costumi e ai metodi di vita e di economia preesistenti all'ingresso del capitalismo nel paese avrebbe condotto, secondo Nyerere, allo stato ideale. Il sistema Ujamaa fallì per vari motivi: la crisi petrolifera degli anni settanta, la mancanza di investimenti dall'estero, il crollo del costo di alcuni beni esportati e lo scoppio della guerra con l'Uganda nel 1978. Nel 1976 la Tanzania, che era stata il maggior esportatore di prodotti agricoli del continente, si trovò ad esserne il principale importatore. Nyerere decise di ritirarsi in occasione delle elezioni presidenziali del 1985, lasciando che il paese si aprisse al libero mercato sotto la guida di Ali Hassan Mwinyi. Rimase comunque presidente del partito unico per 5 anni fino al 1990, e continuò ad influenzare la vita politica fino alla morte. È ancora riconosciuto come il Padre della Nazione.

## Politica estera
Nyerere rivendicava l'unità africana: «Senza unità, i popoli dell'Africa non hanno futuro, se non come perpetue e deboli vittime dell'imperialismo e dello sfruttamento». Con questo in mente, cercò di convincere i leader di Uganda, Kenya e Zanzibar a unire le forze con il Tanganica per costruire un'unica federazione. Osservando i disordini in alcuni Paesi di recente indipendenza, in particolare in Congo, Nyerere iniziò a riflettere sul posto e sul ruolo dell'esercito. L'influenza talvolta eccessiva dei giovani eserciti africani sulla politica nazionale e la loro incapacità di lottare contro le intrusioni delle grandi potenze lo spinse a battersi per la costruzione di un esercito comune ai Paesi africani.
Nyerere fu un convinto assertore del Movimento panafricano che attraversò il continente negli anni '60 e collaborò alla fondazione dell'Organizzazione dell'Africa Unita nel 1963. Tra l'altro fornì la base logistica per numerosi movimenti africani di liberazione come l'African National Congress (ANC) e il Congresso Panafricano (PAC) del Sudafrica, il FRELIMO del Mozambico, il MPLA dell'Angola, lo ZANLA dello Zimbabwe e il SWAPO della Namibia. Dalla metà degli anni settanta, fu leader insieme al Presidente dello Zambia, Kenneth Kaunda, del "Front Line States", che supportava la campagna per il governo della maggioranza nera in Sudafrica. Nyerere proclamò la sua neutralità nello scenario della guerra fredda, e sotto la sua guida la Tanzania riuscì a mantenere relazioni distese con entrambe le forze in campo.

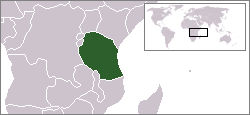
Localizzazione della Tanzania

Le relazioni della Tanzania con i suoi vicini africani (in particolare quelli del nord, Uganda e Kenya) si sono deteriorate nel corso degli anni. Il Kenya, vicino ai paesi occidentali, si è allontanato sempre più dalla Tanzania e il confine tra i due paesi è stato addirittura chiuso dal 1977 al 1983. In Uganda, Idi Amin Dada, che aveva ambizioni di espansione territoriale, incolpò il suo vicino tanzaniano di aver ospitato gli oppositori del suo regime. L'Uganda ha attaccato la Tanzania alla fine del 1978, invadendo l'area intorno al lago Vittoria.
Dopo il proprio ritiro, Nyerere viaggiò molto più di quanto non avesse fatto durante la sua presidenza; uno dei suoi ruoli di più alto profilo degli ultimi anni fu come capo mediatore nel conflitto in Burundi del 1996. Morì di leucemia in un ospedale di Londra, il 14 ottobre 1999.

## Causa di beatificazione
Nel gennaio del 2005 la diocesi di Musoma ha aperto la causa di beatificazione di Julius Nyerere, che era stato cattolico devoto e uomo dalla riconosciuta integrità. Dal 1º febbraio 2012 il dr. Waldery Hilgeman è Postulatore della causa di beatificazione del Servo di Dio Julius Nyerere.

## Riconoscimenti
- Nehru Award for International Understanding, 1976
- Third World Prize, 1982
- Nansen Medal for outstanding services to Refugees, 1983
- Lenin Peace Prize, 1987